# Magali Faure-Humbert
Magali Faure-Humbert o Magali Humbert-Faure (Bar-le-Duc, 21 de gener de 1972) va ser una ciclista francesa especialista en pista. Va guanyar dues medalles als Campionats del Món.

## Palmarès
- 1989
  -  Campiona del món júnior en Velocitat
- 1992
  -  Campiona de França en Quilòmetre
- 2001
  -  Campiona de França en 500 metres

### Resultats a laCopa del Món
- 2005-2006
  - 1a a Cali, en 500 metres
  - 1a a Cali, en Velocitat